# Lauren Williams (matemática)
Lauren Kiyomi Williams (ca. 1978) é uma matemática estadunidense, conhecida por seu trabalho em álgebras de cluster, geometria tropical, combinatória algébrica, amplituhedros e Grassmanniano positivo. É Dwight Parker Robinson Professor of Mathematics na Universidade Harvard.

## Formação e carreira
Seu pai é engenheiro; sua mãe é nipo-americana de terceira geração. Cresceu em Los Angeles, onde seu interesse pela matemática foi despertado ao vencer um concurso de matemática da quarta série. Graduou-se na Universidade Harvard em 2000, e obteve um PhD em 2005 no Instituto de Tecnologia de Massachusetts, orientada por Richard Peter Stanley, com a tese Combinatorial Aspects of Total Positivity.
Após posições de pós-doutorado na Universidade da Califórnia em Berkeley e Harvard, voltou ao departamento de matemática de Berkeley como professora assistente em 2009, e foi promovida a professora associada em 2013 e depois a professora titular em 2016.
A partir do outono de 2018 voltou ao departamento de matemática de Harvard como professora titular, tornando-se a segunda professora de matemática em Harvard. A primeira, Sophie Morel, deixou Harvard em 2012.

## Prêmios e distinções
Em 2012 foi uma das fellows inaugurais da American Mathematical Society. Recebeu o Prêmio AWM-Microsoft de Pesquisa em Álgebra e Teoria de Números de 2016.
Para o Congresso Internacional de Matemáticos de 2022 em São Petersburgo está listada como palestrante convidada.

## Publicações selecionadas
- Williams, Lauren K. (2005), «Enumeration of totally positive Grassmann cells», Advances in Mathematics, 190 (2): 319–342, MR 2102660, arXiv:math/0307271, doi:10.1016/j.aim.2004.01.003.
- Corteel, Sylvie; Mandelshtam, Olya; Williams, Lauren (2018), «From multiline queues to Macdonald polynomials via the exclusion process», arXiv:1811.01024 [math.CO]
- Postnikov, Alex; Reiner, Victor; Williams, Lauren (2008), «Faces of generalized permutohedra», Documenta Mathematica, 13: 207–273, Bibcode:2006math......9184P, MR 2520477, arXiv:math/0609184.
- Musiker, Gregg; Schiffler, Ralf; Williams, Lauren (2011), «Positivity for cluster algebras from surfaces», Advances in Mathematics, 227 (6): 2241–2308, MR 2807089, arXiv:0906.0748, doi:10.1016/j.aim.2011.04.018.
- Kodama, Yuji; Williams, Lauren K. (2011), «KP solitons, total positivity, and cluster algebras», Proceedings of the National Academy of Sciences of the United States of America, 108 (22): 8984–8989, Bibcode:2011PNAS..108.8984K, MR 2813307, PMC 3107278, PMID 21562211, arXiv:1105.4170, doi:10.1073/pnas.1102627108
- Kodama, Yuji; Williams, Lauren K. (2014), «KP solitons and total positivity of the Grassmannian», Inventiones Mathematicae, 198 (3): 637–699, Bibcode:2014InMat.198..637K, MR 3279534, doi:10.1007/s00222-014-0506-3
- Ardila, Federico; Rincón, Felipe; Williams, Lauren (2016), «Positroids and non-crossing partitions», Transactions of the American Mathematical Society, 368 (1): 337–363, MR 3413866, arXiv:1308.2698, doi:10.1090/tran/6331.